# Drycothaea angustifrons
Drycothaea angustifrons är en skalbaggsart som först beskrevs av Stefan von Breuning 1943.  Drycothaea angustifrons ingår i släktet Drycothaea och familjen långhorningar. Inga underarter finns listade i Catalogue of Life.